# Ray Santiago
Pour les articles homonymes, voir Santiago.
Raymond Santiago dit Ray Santiago, né le 15 juin 1984 dans le Bronx (New York), est un acteur, producteur et réalisateur américain d'origine portoricaine.

## Biographie
Né le 15 juin 1984 dans le Bronx, à New York, il vit aujourd'hui à Los Angeles. Ses parents viennent de Puerto Rico. En effet, ses grands-parents sont venus aux États-Unis dans les années 1960. Sa mère était une assistante sociale tandis que son père restait à la maison pour les élever. Il a un frère. En 2002, il sort diplômé de la Fiorello H. LaGuardia High School of Music & Art and Performing Arts. L'un de ses modèles artistiques est l'acteur américain James Woods. Il a notamment vécu à Paris lorsqu'il avait treize ans. Il se dit ouvertement gay.

## Filmographie
Sauf indication contraire, les informations mentionnées dans cette section peuvent être confirmées par la base de données cinématographiques IMDb,  présente dans la section « Liens externes ».

### Acteur

#### Films
- 2000 : Girlfight : Tiny Guzman
- 2001 : Piñero : Willie
- 2003 : Bringing Rain : John Bell
- 2003 : Shelter : Ray
- 2004 : Mon beau-père, mes parents et moi : Jorge Villalobos
- 2005 : Dirty Deeds : Bobby D
- 2006 : The Sasquatch Gang : Crone
- 2006 : Dead Man's Morphine : Nat
- 2006 : The TV Set : membre de l'audience
- 2006 : Admis à tous prix : jeune
- 2006 : Price to Pay : Donnie
- 2008 : American Son : Miguelito
- 2008 : Bar Starz : capitaine
- 2009 : Ready or Not : Nacho
- 2009 : Endless Bummer : Lardo
- 2009 : El pez : photographe
- 2010 : Hypo : majordome de Bear
- 2010 : 500mg of Something : Sug
- 2011 : Without Men : Jacinto
- 2011 : Time Out : Victa
- 2014 : Suburban Gothic : Alberto
- 2014 : Sex Ed : Hector
- 2015 : Addiction: A 60's Love Story : Rico
- 2015 : Friday Night with Crystal : danseur
- 2016 : Trash Fire : Sheldon

#### Séries
- 2004 : The Jury : Harry Rivera
- 2006 : Preuve à l'appui : Omar 'Lil O' Rodriguez
- 2006 : Windfall : Ramon
- 2006 : Earl : frère de Catalina
- 2007 : Cane : Manny
- 2008 : Dexter : Javier
- 2009 : 10 Things I Hate About You : Luis
- 2011 : Los Angeles, police judiciaire : Ray Mota
- 2010 - 2011 : Raising Hope : Javier
- 2012 : Major Crimes : Charles Alvarez
- 2013 : Touch : Reuben Santiago
- 2014 : Date and Switch : Salvador
- 2014 : NCIS: Los Angeles : Little Dip
- 2014 : Bad Judge
- 2015 : Backstrom : Moss Brady
- 2015 : Noches Con Platanito : lui-même
- 2015 : The Playboy Morning Show : lui-même
- 2016 : Shiny Baby Goats : Rodd Scott
- 2016 : Rosewood : Tony 'Ponce' De Leon
- 2015 - 2018 : Ash vs. Evil Dead : Pablo Simon Bolivar
- 2021 : On My Block : Noel Aroma

### Producteur
- 2010 : Hypo
- 2010 : 500mg of Something
- 2011 : The Thaumaturge

### Réalisateur
- 2010 : Hypo